# Sindromul însoțitor delirant
Sindromul însoțitor delirant este considerat o neuropatologie a sinelui, în special un sindrom de identificare greșită delirantă. Persoanele afectate cred că anumite obiecte moarte posedă conștiință și pot gândi independent și pot avea emoții. Psihoza trebuie să coexiste cu o patologie cerebrală detectabilă pentru a fi diagnosticat sindromul tovarăș/însoțitor delirant. Sindromul este identificat cel mai adesea la pacienții care suferă de leziuni la nivelul creierului din cauza unor traume fizice, degenerare neuronală sau anomalii de dezvoltare. Mai ales în ultimul caz, pacienții tind să prezinte și multe alte simptome și sunt diagnosticați ca având și alte afecțiuni. Obiectele plăcute la pipăit, cum ar fi jucăriile de pluș, sunt de multe ori în centrul iluziei.

## Cauze
Sindromul însoțitor delirant poate fi cauzat de leziuni acute sau boli cronice. Sunt cunoscute următoarele cauze directe: 
- Boala Alzheimer
- Accident vascular cerebral
- Traumatisme la nivelul capului

## Neuropatologie
Se cunosc puține detalii despre cauzele specifice ale sindromului însoțitor delirant. Se crede că deteriorarea neocortexului poate fi cauza directă a acestei psihoze. Shanks și Venneri (2002) au descoperit un flux de sânge unic și anormal, centrat în lobul parietal drept la trei pacienți cu boala Alzheimer. Au fost descoperite deficite severe de procesare în zonele creierului, responsabile de informațiile vizuospațiale și vizuoperceptive, în timp ce memoria și abilitățile de limbaj au fost păstrate relativ bine. 

## Cultura populară
În filmul din 2007, Lars și Fata reală, personajul principal consideră că o păpușă de sex pe care a cumpărat-o este de fapt o fată pe care a cunoscut-o pe internet și se așteaptă ca prietenii și familia să o trateze ca pe o persoană reală. 